# منطقة محايدة

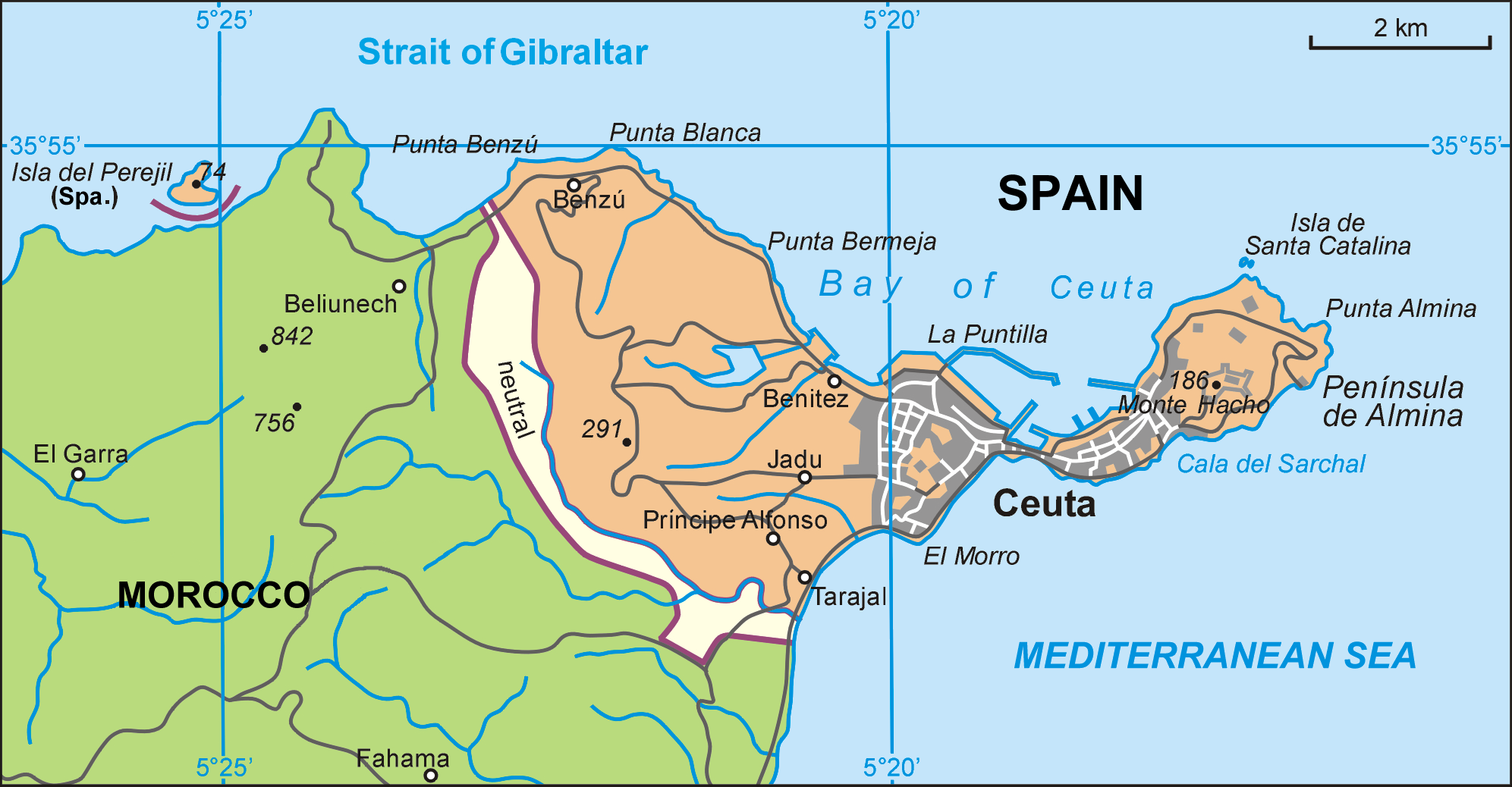

يُشير لفظ المنطقة المحايدة إلى المناطق (وليس الدول السيادية) التي ليست جزءًا من أية دولة (سواء أكانت مستقلة أو تعتمد على دولة أخرى أو مستعمرة أو تحت الوصاية أو منطقة امتياز)، وفي نفس الوقت ليست أرضًا مباحة، بل تخضع لاتفاقية بمقتضى القانون الدولي بين طرفين على الأقل (في الغالب بين الدول المتجاورة و/أو مستعمري الدول إلى آخره)، ولا يُمكن لأي منهما فرض سيطرة فعلية عليها على الأقل طوال فترة سريان المعاهدة.
وعندما تكون هناك منطقة ملاصقة لحدود دولة شريكة واحدة على الأقل، ينطبق على هذه المنطقة مصطلح المنطقة المحايدة. 
وكان هذا هو الحال في الماضي بالنسبة لكلٍ من:
- مورسنت الحيادية، وهي عبارة عن منطقة محايدة في القرن التاسع عشر كانت بين المملكة المتحدة الهولندية (بلجيكا فيما بعد) وبروسيا (الإمبراطورية الألمانية فيما بعد).
- أثناء الحقبة الاستعمارية، وُضعت المنطقة المحايدة بين تايلاند ومستعمرة إندوتشاينا الصينية الفرنسية، والتي كان تبلغ مساحتها 25 كم (نحو 15.5 ميلاً) على الضفة الشرقية من نهر ميكونغ، تحت السيطرة الفرنسية لكنها ظلت رسميًا خاضغة للسيادة التايلاندية.
- المنطقة المحايدة بين السعودية والعراق
- المنطقة المحايدة بين السعودية والكويت
- منطقتيّ سبتة ومليلية المحايدتين
- القارة القطبية الجنوبية

في كثير من الحالات، تكون المنطقة المحايدة أيضًا منطقة منزوعة السلاح.